# Vláda tmy
Vláda tmy, čili Drápkem-li uvázl, ztracen je celý ptáček je realistické drama, které napsal ruský spisovatel Lev Nikolajevič Tolstoj v roce 1886.

## Historický kontext
Divadelní hra Vláda tmy byla napsána Lvem Nikolajevičem Tolstým v roce 1886 a je složena z pěti jednání. Její tištěná verze z roku 1887 měla veliký ohlas, avšak inscenace tohoto díla byla uskutečněna s devítiletým zpožděním, protože podléhala zákazu ruské cenzury. Do češtiny Vládu tmy přeložil v roce 1887 Vilém Mrštík, který se zasloužil o popularizaci dramatického díla Lva Nikolajeviče Tolstého, jehož největší přínos pro literaturu byl spatřován zejména v próze.
Světová premiéra Vlády tmy (La Puissance des ténèbres), pojednávající o morálním úpadku ruského venkova, proběhla ve Francii roku 1888 v Théâtre Antoine. Ve stejném roce drama nastudovalo i Národní divadlo; hra však byla zakázána cenzurou pro pohoršující obsah. Česká premiéra se odehrála až v roce 1899 ve Švandově divadle na Smíchově. Od počátku 20. století do začátku třicátých let byly přeloženy a inscenovány další Tolstého hry: Živá mrtvola, Plody osvěty, Od ní jsou všechny vlastnosti, Nihilista, Nakažená rodina, Světlo ve tmě svící.
Vláda tmy má vazbu i na českou dramatickou tvorbu; sehrála roli v boji o prosazení realistických děl na česká jeviště. Nedlouho po překladu Vlády tmy vznikla díla české dramatičky Gabriely Preissové - Gazdina roba (1889) a Její pastorkyňa (1890), ve kterých se pracuje s podobnými motivy jako v divadelní hře Lva Nikolajeviče Tolstého (úpadek morálky na venkově, sociální konflikty, vražda nemanželského dítěte, sňatek tzv. z rozumu x sňatek z lásky atd.).
Gabriela Preissová byla na základě těchto podobností neprávem nařčena z plagiátorství a musela dokazovat, že dílo Tolstého neznala, že podnětem k napsání her bylo její obeznámení se s životem lidí na slováckém venkově. Shoda dramat tkvěla v zobrazení české a ruské vesnice v poslední třetině 19. století, které se i přes svou rozdílnou zeměpisnou polohu ocitaly v podobných sociálních podmínkách. Téma sociálních střetů a úpadku morálky venkova bylo v literaturách obou zemí velmi aktuální, a na české publikum, které bylo zvyklé na veselohry či hry s vlasteneckou tematikou, působilo šokujícím a odpudivým dojmem.
Lvem Nikolajevičem Tolstým byl zaujat hudební skladatel Leoš Janáček, který zhudebnil dramata Vláda tmy, Živá mrtvola a román Anna Karenina. Opery však nebyly dokončeny; zachovaly se pouze fragmenty partitur či poznámky, které si skladatel k těmto knihám psal.

## Hlavní postavy
| Hlavní postavy |                                                                |
| -------------- | -------------------------------------------------------------- |
| Petr           | bohatý mužik, 42letý, churavý                                  |
| Anisja         | jeho žena, 32letá, parádnice                                   |
| Akulina        | Petrova dcera z 1. manželství,16letá, nedoslýchavá, přihlouplá |
| Aňutka         | druhá dcera,10letá                                             |
| Nikita         | jejich čeledín, 25letý, záletník                               |
| Akim           | Nikitův otec, 50letý, nevzhledný mužik, bohabojný              |
| Matrjona       | jeho žena, 50letá                                              |
| Marina         | sirotek, 22letá                                                |

## Námět a téma hry
Námět tragédie vychází ze skutečného příběhu; vraždy dítěte ve vesnici Sidorovce v roce 1880. Lev Nikolajevič Tolstoj se prostřednictvím drastických naturalistických detailů snaží poukázat na pokleslou morálku patriarchálního ruského venkova. Zobrazuje jak manželství bez příkras a pověr, tak následky hříšného chování člověka, ale i způsob, jakým spáchané zlo odčinit. Hříšníci nejsou odsouzeni světským způsobem (vězení, poprava, zavržení společností), ale jsou donuceni čelit svému svědomí.

## Děj

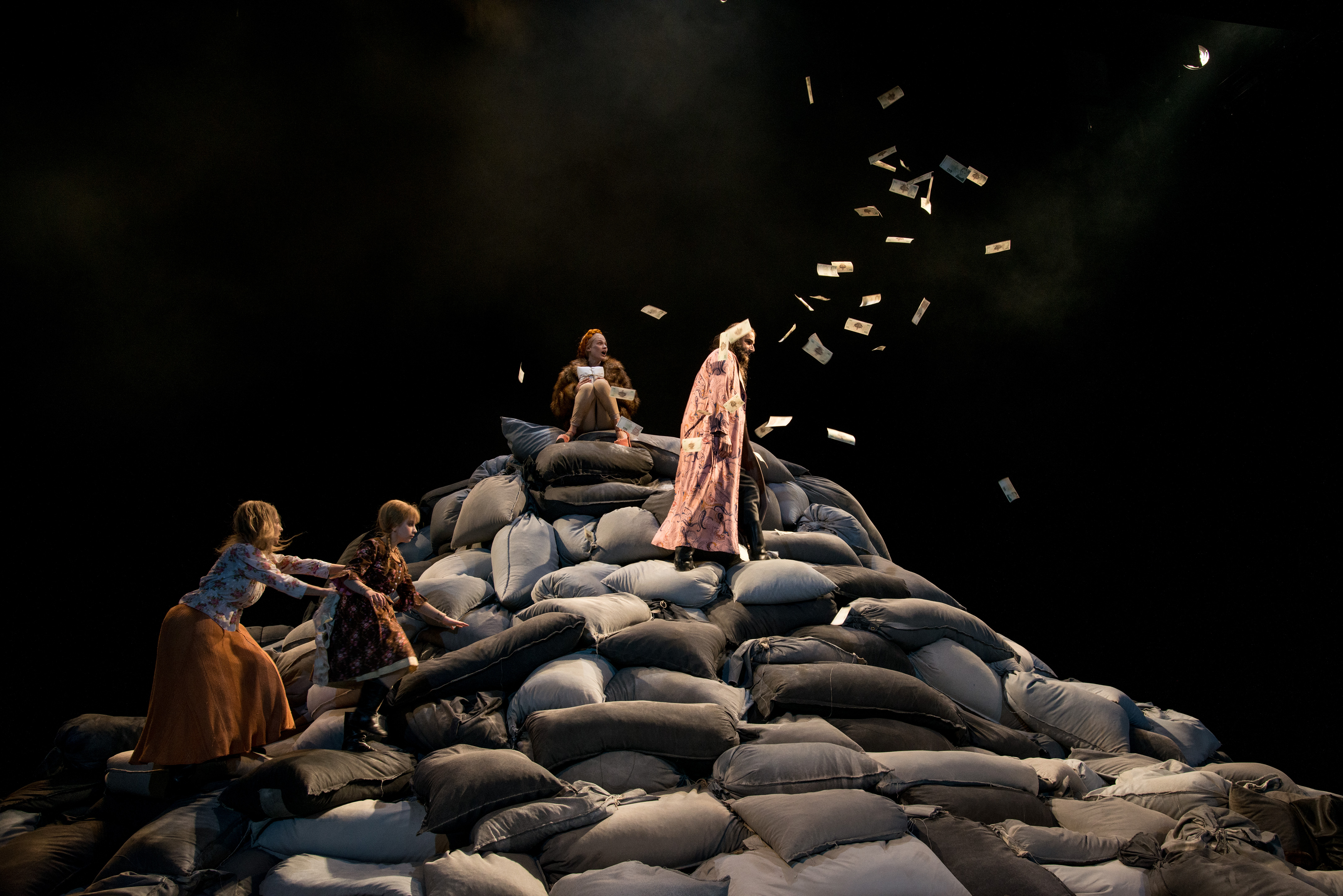
Inscenace v Akademietheater Vídeň 2015

Jedná se o příběh o zámožném sedlákovi Petrovi, který byl otráven svou druhou ženou Anisjou, a o Anisjině  nezdařeném manželství s čeledínem Nikitou. Nikitova chudá a ctižádostivá matka Matrjona navedla Anisju, aby svého muže otrávila a okradla o našetřené peníze, a učinila tak svého milence Nikitu novým hospodářem. Nikita je však velký záletník – nejenže oklamal a zneuctil sirotka Marinku a měl milostný poměr s vdanou ženou, ale ani po smrti hospodáře a svatbě s Anisjou nedokázal žít spořádaným životem a zplodil dítě se svou nevlastní dcerou Akulinou. Když se dítě narodilo, Matrjona a Anisja poručily Nikitovi, aby je zanesl do sklepa a tam je zabil. Nikita hrůzný čin vykoná, aby se Akulina mohla vdát a tím smazat jejich hřích. Nikitu však pronásleduje svědomí; místo požehnání ženichovi a nevěstě pronese veřejně své velké doznání. Přizná se ke všem svým hříchům před svatebčany, četníky, otcem i bohem.

### Dílo online
- TOLSTOJ, Lev Nikolajevič. Julius, Vláda tmy, Hospodář a čeledín, O životě. Překlad Vilém Mrštík. Praha: J. Otto, [1895]. 355 s. Dostupné online. Kapitola Vláda tmy, s. 63–162.